# Campionati europei di atletica leggera 1938 - 800 metri piani
I 800 metri piani maschili ai campionati europei di atletica leggera 1934 si sono svolti tra il 3 e il 4 settembre 1938.

## Podio
| Oro     | Rudolf Harbig Germania  |
| Argento | Jacques Lévèque Francia |
| Bronzo  | Mario Lanzi Italia      |

## Risultati

### Semifinali

#### Semifinale 1
| Posizione | Nome            | Nazionalità   | Tempo  | Note |
| --------- | --------------- | ------------- | ------ | ---- |
| 1         | Mario Lanzi     | Italia        | 1'53"6 | Q    |
| 2         | Jacques Lévèque | Francia       | 1'54"1 | Q    |
| 3         | Lennart Nilsson | Svezia        | 1'54"2 | Q    |
| 4         | Francis Handley | Gran Bretagna | 1'55"0 |      |

#### Semifinale 2
| Posizione | Nome             | Nazionalità   | Tempo  | Note |
| --------- | ---------------- | ------------- | ------ | ---- |
| 1         | Rudolf Harbig    | Germania      | 1'54"3 | Q    |
| 2         | Bertil Andersson | Svezia        | 1'54"9 | Q    |
| 3         | Paul Faure       | Francia       | 1'55"2 | Q    |
| 4         | Ferenc Temesvári | Ungheria      | 1'55"4 |      |
| 5         | Alfred Baldwin   | Gran Bretagna | 1'56"6 |      |
| 6         | Emil Goršek      | Jugoslavia    | 2'01"4 |      |
| 7         | Charles Stein    | Lussemburgo   | n/d    |      |

#### Semifinale 3
| Posizione | Nome             | Nazionalità | Tempo  | Note |
| --------- | ---------------- | ----------- | ------ | ---- |
| 1         | Sjabbe Bouman    | Paesi Bassi | 1'56"8 | Q    |
| 2         | Tauno Peussa     | Finlandia   | 1'57"7 | Q    |
| 3         | Gusztáv Harsányi | Ungheria    | 1'58"4 | Q    |
| 4         | Paul Minder      | Svizzera    | 1'58"6 | Q    |
| 5         | Eraldo Colombo   | Italia      | 1'58"8 |      |
| 6         | Antonio Calado   | Portogallo  | 1'58"8 |      |
| 7         | Wacław Gąssowski | Polonia     | 2'02"0 |      |

### Finale
| Pos.    | Nome             | Nazionalità | Tempo  | Note                                     |
| ------- | ---------------- | ----------- | ------ | ---------------------------------------- |
| Oro     | Rudolf Harbig    | Germania    | 1'50"6 | Record dei campionati · Record nazionale |
| Argento | Jacques Lévèque  | Francia     | 1'51"8 |                                          |
| Bronzo  | Mario Lanzi      | Italia      | 1'52"0 |                                          |
| 4       | Sjabbe Bouman    | Paesi Bassi | 1'52"3 | Record nazionale                         |
| 5       | Bertil Andersson | Svezia      | 1'53"0 |                                          |
| 6       | Tauno Peussa     | Finlandia   | 1'55"5 |                                          |
| 7       | Paul Faure       | Francia     | n/d    |                                          |
| 8       | Lennart Nilsson  | Svezia      | n/d    |                                          |
| 9       | Paul Minder      | Svizzera    | n/d    |                                          |
|         | Gusztáv Harsányi | Ungheria    | dnf    |                                          |